# NOA (デュオ)
NOA（ノア）は、TBS系テレビドラマ『徹底的に愛は…』で主演の仙道敦子と吉田栄作からなるデュオ。名称は2人の"NO"buko Sendo、"A"saku Yoshidaの頭文字からなる。
唯一リリースしたシングル「今を抱きしめて」は、第36回日本レコード大賞で優秀賞を受賞した。

## ディスコグラフィ
- 「今を抱きしめて」（1993年）